# 203 (liczba)
203 (dwieście trzy) – liczba naturalna następująca po 202 i poprzedzająca 204.

## W matematyce
- 203 jest liczbą półpierwszą[1]
- 203 jest palindromem liczbowym, czyli może być czytana w obu kierunkach, w pozycyjnym systemie liczbowym o bazie 3 (21112), bazie 6 (535) oraz bazie 8 (313)
- 203 należy do pięciu trójek pitagorejskich (140, 147, 203), (203, 396, 445), (203, 696, 725), (203, 2940, 2947), (203, 20604, 20605).

## W nauce
- galaktyka NGC 203
- planetoida (203) Pompeja
- kometa krótkookresowa 203P/Korlević

## W kalendarzu
203. dniem w roku jest 22 lipca (w latach przestępnych jest to 21 lipca). Zobacz też co wydarzyło się w roku 203, oraz w roku 203 p.n.e.